# Cumberland Posey
Cumberland Willis "Cum" Posey, Jr. (Homestead, Pensilvania, 20 de junio de 1890 -Pittsburgh, Pensilvania, 28 de marzo de 1946) fue un  beisbolista y baloncestista estadounidense que además fue mánager y propietario de un equipo en las Ligas Negras de béisbol.

## Trayectoria deportiva

### Baloncesto
Posey está considerado el mejor jugador afroamericano de su época. En 1908 llevó a su instituto, el Homestead High, a ganar el campeonato de la ciudad de Pittsburgh. Posteriormente, se matriculó en la Universidad Estatal de Pensilvania, donde fue el primer negro en jugar en el equipo de baloncesto. De ahí pasó a la Universidad de Pittsburgh, donde se licenció en farmacia, formando en esa época el Monticello Athletic Association, que ganó el Campeonato del Mundo de Baloncesto para gente de color en 1912. De ahí pasó a la Universidad Duquesne, donde se matriculó con nombre falso, “Charles Cumbert”, y lideró al equipo en anotación durante tres temporadas. Durante su estancia en Duquesne, jugó también en el Loendi Big Five, un equipo que organizó únicamente con jugadores negros, que ganó entre 1919 y 1922 el campeonato nacional de equipos de jugadores negros.

### Béisbol
En béisbol, Posey jugó en 1911 con los Homestead Grays, se convirtió en mánager general en 1916, y en propietario del equipo a comienzos de los años 20. En un cuarto de siglo al frente del equipo lo convirtió en una de las principales franquicias del béisbol negro, ganando numerosos campeonatos, incluida una racha consecutiva entre 1937 y 1945.